# تكنوبويز بالكرافت غرين-فند
تكنوبويز بالكرافت غرين-فند (TECHNOBOYS PULCRAFT GREEN-FUND) هي فرقة سينثبوب يابانية.

## الأعضاء
- توموهيسا إيشيكاوا
- تورو فوجيمورا
- يوهي ماتسوي

## ديسكوغرافيا

### ألبومات
- music laundering
- good night citizen

### أغاني منفردة
- 打ち寄せられた忘却の残響に (مع يوكي أوتاكي) (شارة النهاية لمسلسل أنمي الجثة المدفونة تحت قدمي ساكوراكو-سان)
- visible invisible

## أعمال الفرقة في الأنمي

### مسلسلات أنمي تلفزيونية
- وتش كرافت ووركس
- الجثة المدفونة تحت قدمي ساكوراكو-سان
- ترينيتي سفن
- باندورا الصدفة القرمزية: غوست أرن
- فيت/كاليد لاينر بريزما إليا دراي!!
- كاكيغوروي
- كاكيغوروي xx
- غورو غورو (2017)

### أفلام أنمي
- فيلم ترينيتي سفن: «إترنيتي لايبراري» و «ألكيميك غيرل»
- فيلم ترينيتي سفن: «هيفنز لايبراري» و «كريمزون لورد»
- فيت/كاليد لاينر بريزما إليا: وعد تحت الثلج (بالتعاون مع تاتسويا كاتو)

## وصلات خارجية
- تكنوبويز بالكرافت غرين-فند على موقع ميوزك برينز (الإنجليزية)
- تكنوبويز بالكرافت غرين-فند على موقع ديسكوغز (الإنجليزية)

- نسخة محفوظة 26 أكتوبر 2017 على موقع واي باك مشين.